# Torre d'en Bosquerons

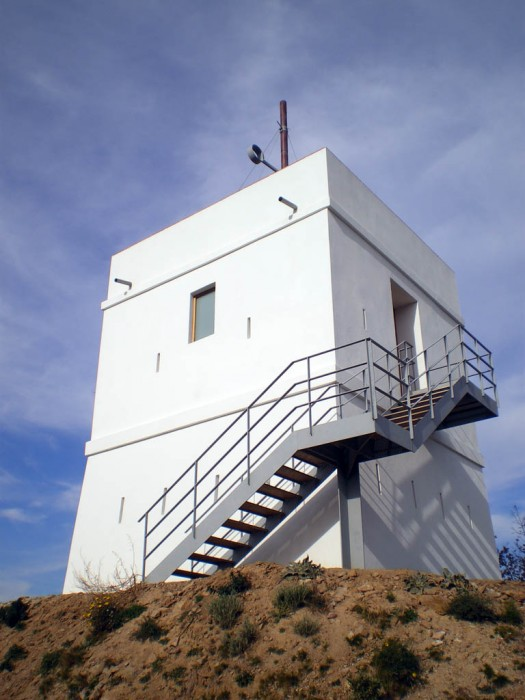
La torre després de la restauració el 2013

La Torre del Telègraf o d'en Bosquerons és una torre de guaita ubicada a Montornès del Vallès (Vallès Oriental), protegida com a bé cultural d'interès local i situada sobre el turó conegut també com el Telègraf.
Va ser construïda el 1848 com a torre de telegrafia òptica i va estar en servei fins al 1862, en què la telegrafia amb fils va deixar obsoleta l'òptica. Era una de les deu torres de la línia de Barcelona a Vic i enllaçava amb les situades al Turó de Montcada i a Can Cassaca, a Granollers. Del 2005 al 2013 l'Ajuntament de Montornès en va dur a terme l'excavació i rehabilitació per tal de museïtzar-la i deixar-la en un estat semblant al que tenia quan estava activa.
És una torre de guaita de secció quadrada d'uns 5,5m de costat aproximadament. Resta voltada d'espitlleres i rodejada per un fossar. Té dos pisos i la porta al primer pis. El seu estat és ruïnós.
La torre depenia del Castell de Montornès (Vallromanes), del qual es conserven documents des del 1018.